# Luxemburgische Fußballnationalmannschaft (U-17-Junioren)
Die luxemburgische U-17-Fußballnationalmannschaft ist eine Auswahlmannschaft luxemburgischer Fußballspieler. Sie unterliegt der Fédération Luxembourgeoise de Football und repräsentiert sie international auf U-17-Ebene, etwa in Freundschaftsspielen gegen die Auswahlmannschaften anderer nationaler Verbände, bei U-17-Europameisterschaften und U-17-Weltmeisterschaften.
Bei der Europameisterschaft 2006 im eigenen Land schied die Mannschaft als Gastgeber schon in der Vorrunde aus. 2022 konnte man sich dann erstmals sportlich für diesen Wettbewerb qualifizieren, aber auch dort war erneut in der Vorrunde Ende. Bei einer Weltmeisterschaft war die Auswahl hingegen noch nicht vertreten.

## Teilnahme an U-17-Weltmeisterschaften
(Bis 1989 U-16-Weltmeisterschaft)
| 1985 | nicht qualifiziert |
| 1987 | nicht qualifiziert |
| 1989 | nicht qualifiziert |
| 1991 | nicht qualifiziert |
| 1993 | nicht qualifiziert |
| 1995 | nicht qualifiziert |
| 1997 | nicht qualifiziert |
| 1999 | nicht qualifiziert |
| 2001 | nicht qualifiziert |
| 2003 | nicht qualifiziert |
| 2005 | nicht qualifiziert |
| 2007 | nicht qualifiziert |
| 2009 | nicht qualifiziert |
| 2011 | nicht qualifiziert |
| 2013 | nicht qualifiziert |
| 2015 | nicht qualifiziert |
| 2017 | nicht qualifiziert |
| 2019 | nicht qualifiziert |
| 2023 | nicht qualifiziert |

## Teilnahme an U-17-Europameisterschaften
(Bis 2001 U-16-Europameisterschaft)
| 1982 | nicht qualifiziert  | Qualifikation – Gruppe 3  | Deutschland 0:5      | Belgien 0:1          | Niederlande 0:8    |
|      |                     |                           | Deutschland 0:7      | Belgien 0:1          | Niederlande 1:2    |
| 1984 | nicht qualifiziert  | Qualifikation – Gruppe 4  | Dänemark 0:0         | Niederlande 0:5      | Schweiz 1:5        |
|      |                     |                           | Schweiz 0:5          | Niederlande 0:5      | Dänemark 0:3       |
| 1985 | nicht qualifiziert  | Qualifikation – Gruppe 12 | Spanien 0:2          | Spanien 0:7          |                    |
| 1986 | nicht qualifiziert  | Qualifikation – Gruppe 5  | Spanien 0:5          | Spanien 0:4          |                    |
| 1987 | nicht qualifiziert  | Qualifikation – Gruppe 10 | Tschechoslowakei 0:6 | Tschechoslowakei 0:2 |                    |
| 1988 | nicht qualifiziert  | Qualifikation – Gruppe 2  | Belgien 0:3          | Belgien 0:3          |                    |
| 1989 | nicht qualifiziert  | Qualifikation – Gruppe 10 | Frankreich 1:3       | Frankreich 1:3       |                    |
| 1990 | nicht qualifiziert  | Qualifikation – Gruppe 4  | Deutschland 1:5      | Deutschland 0:3      |                    |
| 1991 | nicht qualifiziert  | Qualifikation – Gruppe 9  | Schweden 0:4         | Schweden 1:1         |                    |
| 1992 | nicht qualifiziert  | Qualifikation – Gruppe 12 | Spanien 1:3          | Spanien 0:5          |                    |
| 1993 | nicht qualifiziert  | Qualifikation – Gruppe 12 | Schweiz 1:4          | Schweiz 1:2          |                    |
| 1994 | nicht qualifiziert  | Qualifikation – Gruppe 1  | Belgien 0:4          | Belgien 0:3          |                    |
| 1995 | nicht qualifiziert  | Qualifikation – Gruppe 1  | Frankreich 0:1       | Nordirland 0:1       |                    |
| 1996 | nicht qualifiziert  | Qualifikation – Gruppe 4  | Liechtenstein 2:0    | Slowakei 0:5         |                    |
| 1997 | nicht qualifiziert  | Qualifikation – Gruppe 13 | Island 0:3           | Färöer 4:2           |                    |
| 1998 | nicht qualifiziert  | Qualifikation – Gruppe 11 | Frankreich 0:5       | Schweden 2:4         | Litauen 0:1        |
| 1999 | nicht qualifiziert  | Qualifikation – Gruppe 4  | Slowakei 1:2         | Bosnien 2:1          |                    |
| 2000 | nicht qualifiziert  | Qualifikation – Gruppe 15 | Andorra 3:1          | England 0:1          |                    |
| 2001 | nicht qualifiziert  | Qualifikation – Gruppe 1  | Andorra 4:0          | Liechtenstein 1:1    | Frankreich 0:3     |
| 2002 | nicht qualifiziert  | Qualifikation – Gruppe 2  | Slowakei 1:4         | Tschechien 0:7       | Belgien 0:3        |
| 2003 | nicht qualifiziert  | Qualifikation – Gruppe 5  | Bosnien 0:1          | Wales 0:1            | Norwegen 0:1       |
| 2004 | nicht qualifiziert  | Qualifikation – Gruppe 4  | Israel 0:3           | Italien 0:5          | Mazedonien 2:1     |
| 2005 | nicht qualifiziert  | Qualifikation – Gruppe 12 | Moldawien 2:0        | Österreich 0:2       | Aserbaidschan 1:2  |
| 2006 | Gastgeber           | Endrunde – Gruppe A       | Spanien 1:7          | Ungarn 0:4           | Russland 0:2       |
| 2007 | nicht qualifiziert  | Qualifikation – Gruppe 2  | Tschechien 0:2       | Türkei 1:1           | Slowenien 0:0      |
| 2008 | nicht qualifiziert  | Qualifikation – Gruppe 1  | Griechenland 1:1     | Schweiz 0:4          | Kasachstan 3:2     |
| 2009 | nicht qualifiziert  | Qualifikation – Gruppe 5  | Irland 1:1           | Griechenland 0:0     | Andorra 3:1        |
|      |                     | Eliterunde – Gruppe 3     | Kroatien 0:2         | Niederlande 0:4      | Aserbaidschan 0:0  |
| 2010 | nicht qualifiziert  | Qualifikation – Gruppe 11 | Slowakei 0:2         | Ungarn 1:1           | Albanien 3:2       |
| 2011 | nicht qualifiziert  | Qualifikation – Gruppe 12 | Schweiz 0:1          | Schottland 1:2       | Mazedonien 3:0     |
| 2012 | nicht qualifiziert  | Qualifikation – Gruppe 10 | Nordirland 1:0       | Frankreich 0:2       | Färöer 1:1         |
|      |                     | Eliterunde – Gruppe 12    | Belarus 1:1          | Tschechien 1:2       | Polen 1:3          |
| 2013 | nicht qualifiziert  | Qualifikation – Gruppe 13 | Schottland 2:5       | Ukraine 1:3          | Ukraine 0:6        |
| 2014 | nicht qualifiziert  | Qualifikation – Gruppe 9  | Türkei 2:2           | Nordirland 1:3       | Lettland 0:2       |
| 2015 | nicht qualifiziert  | Qualifikation – Gruppe 11 | Slowakei 0:1         | Spanien 0:3          | Litauen 3:0        |
| 2016 | nicht qualifiziert  | Qualifikation – Gruppe 5  | Serbien 1:6          | Österreich 1:2       | Litauen 0:2        |
| 2017 | nicht qualifiziert  | Qualifikation – Gruppe 3  | Schweiz 1:2          | Tschechien 0:2       | Färöer 2:2         |
| 2018 | nicht qualifiziert  | Qualifikation – Gruppe 3  | Österreich 1:2       | Rumänien 0:0         | Litauen 1:2        |
| 2019 | nicht qualifiziert  | Qualifikation – Gruppe 7  | Polen 3:7            | Finnland 0:2         | Frankreich 0:4     |
| 2020 | nicht qualifiziert  | Qualifikation – Gruppe 2  | Nordirland 0:7       | Italien 0:6          | Türkei 1:4         |
| 2021 | nicht ausgetragen 1 | Qualifikation – Gruppe 10 | Ungarn               | Schweiz              | Belarus            |
| 2022 | qualifiziert        | Qualifikation – Gruppe 3  | Belgien 1:0          | Norwegen 2:2         | Aserbaidschan 2    |
|      |                     | Eliterunde – Gruppe 5     | Frankreich 1:3       | England 2:0          | Russland 3         |
|      |                     | Endrunde – Gruppe A       | Israel 0:3           | Deutschland 0:3      | Italien 0:1        |
| 2023 | nicht qualifiziert  | Qualifikation – Gruppe 9  | Frankreich 0:4       | Island 1:3           | Nordmazedonien 3:2 |
| 2024 | nicht qualifiziert  | Qualifikation – Gruppe 4  | Serbien 0:3          | Slowenien 1:1        | Aserbaidschan 1:1  |
| 2025 | nicht qualifiziert  | Qualifikation – Gruppe 14 | Dänemark 0:3         | Österreich 1:1       |                    |
|      |                     | Relegation – Gruppe B5    | Bulgarien -:-        | Malta -:-            | Färöer -:-         |
| 2026 | 0000000000000       | Qualifikation – Gruppe 13 | Deutschland -:-      | Polen -:-            |                    |